# Ander Barrenetxea Muguruza
Ander Barrenetxea Muguruza, conegut com a Ander Barrenetxea o simplement Barrenetxea (Donosti, 27 de desembre de 2001) és un futbolista basc. Sorgit del planter de la Reial Societat, club amb el qual va debutar professionalment, actua en la posició de davanter.

## Carrera esportiva
Va debutar a Primera Divisió amb el primer equip de la Reial Societat amb només 16 anys i 359 dies el 21 de desembre de 2018 contra el Deportivo Alavés a Anoeta perdent per 0 a 1. Setmanes abans, el 7 de desembre de 2018, havia signat un contracte fins al 30 de juny de 2025 que el blindava com a jugador d'aquest club, com una de les joies més preuades del planter txuri-urdin.
El 12 de maig de 2019, contra el Reial Madrid, al minut 67 de partit, va marcar el tercer gol que donaria la victòria a la Reial Societat guanyant per 3 a 1. El mateix any, el 19 de desembre, va marcar el seu segon gol amb el primer equip i el setè d'un partit de la Copa del Rei contra el CD Becerril que acabaria amb una golejada per part del conjunt basc amb un total de 8 a 0.
El seu tercer gol el va fer contra el Ceuta, també a la Copa del Rei, el 12 de gener de 2020 acabant el partit amb un 4 a 0 al marcador. També és un dels jugadors de la selecció espanyola de futbol sub 19.
El 9 de juny de 2019, Barrenetxea fou definitivament promocionat al primer equip Txuri-urdin.

## Palmarès
Reial Societat
- 1 Copa del Rei: 2019–20[8][9]

Selecció espanyola
- 1 Campionat d'Europa sub-19: 2019